# District congressionnel at-large du Dakota du Sud
Le district at-large du Dakota du Sud est le seul district de l'État du Dakota du Sud. En termes de superficie, il s'agit du quatrième plus grand district congressionnel du pays.
Le district est actuellement représenté par le Républicain Dusty Johnson.

## Histoire
Le district a été créé lorsque le Dakota du Sud a obtenu le statut d'État le 2 novembre 1889, en élisant deux membres. À la suite du recensement des États-Unis de 1910, un troisième siège fut obtenu, la législature attribuant trois districts distincts. Le troisième district a été supprimé après le recensement de 1930. À la suite du cycle de redécoupage après le recensement de 1980, le deuxième siège a été supprimé, créant un seul district at-large. Depuis 1983, le Dakota du Sud a conservé une seule circonscription au Congrès.

### Affiliation politique
| Affiliations politique dans le Dakota du Sud en 2024 | Affiliations politique dans le Dakota du Sud en 2024 | Affiliations politique dans le Dakota du Sud en 2024 | Affiliations politique dans le Dakota du Sud en 2024 |
| ---------------------------------------------------- | ---------------------------------------------------- | ---------------------------------------------------- | ---------------------------------------------------- |
| Parti                                                | Parti                                                | Total de votants                                     | %                                                    |
|                                                      | Démocrate                                            | 146 090                                              | 23,37                                                |
|                                                      | Républicain                                          | 317 117                                              | 50,71                                                |
|                                                      | Libertarien                                          | 2 981                                                | 0,48                                                 |
|                                                      | IND/NPA                                              | 158 991                                              | 25,43                                                |
| Total                                                | Total                                                | 597 069                                              | 100 %                                                |

### Élection spéciale de 2004
Le représentant sortant, Bill Janklow, a démissionné de son siège le 20 janvier 2004 après avoir été reconnu coupable d'homicide involontaire au deuxième degré, déclenchant une élection spéciale. La Démocrate Stephanie Herseth a été choisie comme candidate démocrate pour cette élection spéciale et elle a battu le Républicain Larry Diedrich avec 51 % des voix lors d'une élection serrée le 1er juin 2004. La victoire de Herseth a brièvement donné à l'État sa première délégation entièrement démocrate au Congrès. depuis 1937.

### Élection de 2004
Lors des élections générales de novembre, Herseth a été élu pour un mandat complet avec 53,4 % des voix, soit une augmentation de quelques points de pourcentage par rapport aux élections spéciales encore plus serrées de juin. La marge de vote de Herseth en juin était d'environ 3 000 voix, mais en novembre elle était passée à plus de 29 000.
Herseth est ainsi devenue la première femme de l’histoire de l’État à remporter un mandat complet au Congrès américain.
Les deux élections ont été âprement disputées et serrées par rapport à de nombreuses courses à la Chambre dans le reste des États-Unis, et l'élection spéciale a été suivie de près par un public national. Les élections générales ont également été considérées comme l'une des plus compétitives du pays, mais ont été éclipsées dans l'État par la course très compétitive au Sénat américain entre le Démocrate Tom Daschle et le Républicain John Thune, que Thune a remporté de justesse.

## Historique de vote
| Année | Poste     | Résultats              |
| ----- | --------- | ---------------------- |
| 2000  | Président | Bush 60,0 % - 38,0 %   |
| 2004  | Président | Bush 60,0 % - 38,0 %   |
| 2008  | Président | McCain 53,0 % - 45,0 % |
| 2012  | Président | Romney 58,0 % - 40,0 % |
| 2016  | Président | Trump 62,0 % - 32,0 %  |
| 2020  | Président | Trump 62,0 % - 36,0 %  |

## Liste des représentants du district

### 1899 - 1913: Deux sièges
Deux sièges furent créés en 1889.
| 2 novembre 1889 - 3 mars 1891  | 51e       | John Pickler            | Républicain | Élu en 1889. Réélu en 1890. Réélu en 1892. Réélu en 1894. Retrait.              | Oscar S. Gifford (en)   | Républicain | Élu en 1889. Perd sa renomination.                                                                                         |
| 4 mars 1891 - 14 août 1891     | 52e       | John Pickler            | Républicain | Élu en 1889. Réélu en 1890. Réélu en 1892. Réélu en 1894. Retrait.              | John Rankin Gamble (en) | Républicain | Élu en 1890. Décès. |
| 14 août 1891 - 7 décembre 1891 | 52e       | John Pickler            | Républicain | Élu en 1889. Réélu en 1890. Réélu en 1892. Réélu en 1894. Retrait.              | Vacant                  | Vacant      | Vacant |
| 7 décembre 1891 - 3 mars 1893  | 52e       | John Pickler            | Républicain | Élu en 1889. Réélu en 1890. Réélu en 1892. Réélu en 1894. Retrait.              | John L. Jolley (en)     | Républicain | Élu pour terminer le mandat de Gamble. Retrait.                                                                            |
| 4 mars 1893 - 3 mars 1895      | 53e       | John Pickler            | Républicain | Élu en 1889. Réélu en 1890. Réélu en 1892. Réélu en 1894. Retrait.              | William V. Lucas (en)   | Républicain | Élu en 1892. Perd sa renomination.                                                                                         |
| 4 mars 1895 - 3 mars 1897      | 54e       | John Pickler            | Républicain | Élu en 1889. Réélu en 1890. Réélu en 1892. Réélu en 1894. Retrait.              | Robert J. Gamble (en)   | Républicain | Élu en 1894. Perd sa renomination.                                                                                         |
| 4 mars 1897 - 3 mars 1899      | 55e       | John Edward Kelley (en) | Populiste   | Élu en 1896. Perd sa réélection.                                                | Freeman Knowles (en)    | Populiste   | Élu en 1896. Perd sa réélection.                                                                                           |
| 4 mars 1899 - 3 mars 1901      | 56e       | Charles H. Burke (en)   | Républicain | Élu en 1898. Réélu en 1900. Réélu en 1902. Réélu en 1904. Perd sa renomination. | Robert J. Gamble (en)   | Républicain | Élu en 1898. Retrait pour se présenter comme Sénateur des États-Unis.                                                      |
| 4 mars 1901 - 3 mars 1907      | 57e - 59e | Charles H. Burke (en)   | Républicain | Élu en 1898. Réélu en 1900. Réélu en 1902. Réélu en 1904. Perd sa renomination. | Eben Martin (en)        | Républicain | Élu en 1900. Réélu en 1902. Réélu en 1904. Retrait pour se présenter comme Sénateur des États-Unis.                        |
| 4 mars 1907 - 26 juin 1908     | 60e       | Philo Hall (en)         | Républicain | Élu en 1906. Perd sa renomination.                                              | William H. Parker (en)  | Républicain | Élu en 1906. Décès. |
| 26 juin 1908 - 3 novembre 1908 | 60e       | Philo Hall (en)         | Républicain | Élu en 1906. Perd sa renomination.                                              | Vacant                  | Vacant      | Vacant |
| 3 novembre 1908 - 3 mars 1909  | 60e       | Philo Hall (en)         | Républicain | Élu en 1906. Perd sa renomination.                                              | Eben Martin (en)        | Républicain | Élu pour terminer le mandat de Parker. Également élu pour un autre mandat. Réélu en 1910. Redécoupage vers le 3e district. |
| 4 mars 1909 - 3 mars 1913      | 61e , 62e | Charles H. Burke (en)   | Républicain | Élu en 1908. Réélu en 1910. Redécoupage vers le 2e district.                    | Eben Martin (en)        | Républicain | Élu pour terminer le mandat de Parker. Également élu pour un autre mandat. Réélu en 1910. Redécoupage vers le 3e district. |

### 1913 - 1983: Aucun siège
En 1913, les deux districts at-large furent remplacés par trois districts. Il n'y eut donc pas de district at-large jusqu'à 1983

### 1983 - Présent: Un siège
| Membre                    | Parti       | Années                           | Congrès     | Histoire électorale |
| ------------------------- | ----------- | -------------------------------- | ----------- | --- |
| Tom Daschle               | Démocrate   | 3 janvier 1983 - 3 janvier 1987  | 97e - 99e   | Redécoupage depuis le 1er district et réélu en 1982. Réélu en 1984. Retrait pour le présenter comme Sénateur des États-Unis.      |
| Tim Johnson               | Démocrate   | 3 janvier 1987 - 3 janvier 1997  | 100e - 104e | Élu en 1986. Réélu en 1988. Réélu en 1990. Réélu en 1992. Réélu en 1994. Retrait pour se présenter comme Sénateur des États-Unis. |
| John Thune                | Républicain | 3 janvier 1997 - 3 janvier 2003  | 105e - 107e | Élu en 1996. Réélu en 1998. Réélu en 2000. Retrait pour se présenter comme Sénateur des États-Unis.                               |
| Bill Janklow              | Républicain | 3 janvier 2003 - 20 janvier 2004 | 108e        | Élu en 2002. Démissionne lorsque condamné pour homicide involontaire par véhicule.                                                |
| Vacant                    | Vacant      | 20 janvier 2004 - 3 juin 2004    | 108e        | |
| Stephanie Herseth Sandlin | Démocrate   | 3 juin 2004 - 3 janvier 2011     | 108e - 111e | Élue pour terminer le mandat de Janklow. Réélue en 2004. Réélue en 2006. Réélue en 2008. Perd sa réélection.                      |
| Kristi Noem               | Républicain | 3 janvier 2011 - 3 janvier 2019  | 112e - 115e | Élue en 2010. Réélue en 2012. Réélue en 2014. Réélue en 2016. Retrait pour se présenter comme Gouverneur du Dakota du Sud.        |
| Dusty Johnson             | Républicain | 3 janvier 2019 - Présent         | 116e - 118e | Élu en 2018. Réélu en 2020. Réélu en 2022.                                                                                        |

## Résultats des récentes élections
Voici les résultats des dix précédents cycles électoraux dans le district.

### 2004 (Spéciale)
| Élection spéciale de 2004 du district congressionnel at-large du Dakota du Sud | Élection spéciale de 2004 du district congressionnel at-large du Dakota du Sud | Élection spéciale de 2004 du district congressionnel at-large du Dakota du Sud | Élection spéciale de 2004 du district congressionnel at-large du Dakota du Sud | Élection spéciale de 2004 du district congressionnel at-large du Dakota du Sud |
| ------------------------------------------------------------------------------ | ------------------------------------------------------------------------------ | ------------------------------------------------------------------------------ | ------------------------------------------------------------------------------ | ------------------------------------------------------------------------------ |
| Parti                                                                          | Parti                                                                          | Candidat                                                                       | Votes                                                                          | %                                                                              |
|                                                                                | Démocrate                                                                      | Stephanie Herseth                                                              | 132 420                                                                        | 50,6                                                                           |
|                                                                                | Républicain                                                                    | Larry Diedrich                                                                 | 129 415                                                                        | 49,4                                                                           |
| Total des votes                                                                | Total des votes                                                                | Total des votes                                                                | 261 835                                                                        | 100 %                                                                          |
|                                                                                | Les Démocrates prennent aux Républicains                                       |                                                                                |                                                                                |                                                                                |

### 2004 (Régulière)
| Élection de 2004 du district congressionnel at-large du Dakota du Sud | Élection de 2004 du district congressionnel at-large du Dakota du Sud | Élection de 2004 du district congressionnel at-large du Dakota du Sud | Élection de 2004 du district congressionnel at-large du Dakota du Sud | Élection de 2004 du district congressionnel at-large du Dakota du Sud |
| --------------------------------------------------------------------- | --------------------------------------------------------------------- | --------------------------------------------------------------------- | --------------------------------------------------------------------- | --------------------------------------------------------------------- |
| Parti                                                                 | Parti                                                                 | Candidat                                                              | Votes                                                                 | %                                                                     |
|                                                                       | Démocrate                                                             | Stephanie Herseth (sortante)                                          | 207 837                                                               | 53,4                                                                  |
|                                                                       | Républicain                                                           | Larry Diedrich                                                        | 178 823                                                               | 45,9                                                                  |
|                                                                       | Libertarien                                                           | Terry Begay                                                           | 2 808                                                                 | 0,7                                                                   |
| Total des votes                                                       | Total des votes                                                       | Total des votes                                                       | 261 835                                                               | 100 %                                                                 |
|                                                                       | Les Démocrates conservent                                             |                                                                       |                                                                       |                                                                       |

### 2006
| Élection de 2006 du district congressionnel at-large du Dakota du Sud | Élection de 2006 du district congressionnel at-large du Dakota du Sud | Élection de 2006 du district congressionnel at-large du Dakota du Sud | Élection de 2006 du district congressionnel at-large du Dakota du Sud | Élection de 2006 du district congressionnel at-large du Dakota du Sud |
| --------------------------------------------------------------------- | --------------------------------------------------------------------- | --------------------------------------------------------------------- | --------------------------------------------------------------------- | --------------------------------------------------------------------- |
| Parti                                                                 | Parti                                                                 | Candidat                                                              | Votes                                                                 | %                                                                     |
|                                                                       | Démocrate                                                             | Stephanie Herseth (sortante)                                          | 230 468                                                               | 69,1                                                                  |
|                                                                       | Républicain                                                           | Bruce W. Whalen                                                       | 97 864                                                                | 29,3                                                                  |
|                                                                       | Libertarien                                                           | Larry Rudebusch                                                       | 5 230                                                                 | 1,6                                                                   |
| Total des votes                                                       | Total des votes                                                       | Total des votes                                                       | 333 562                                                               | 100 %                                                                 |
|                                                                       | Les Démocrates conservent                                             |                                                                       |                                                                       |                                                                       |

### 2008
| Élection de 2008 du district congressionnel at-large du Dakota du Sud | Élection de 2008 du district congressionnel at-large du Dakota du Sud | Élection de 2008 du district congressionnel at-large du Dakota du Sud | Élection de 2008 du district congressionnel at-large du Dakota du Sud | Élection de 2008 du district congressionnel at-large du Dakota du Sud |
| --------------------------------------------------------------------- | --------------------------------------------------------------------- | --------------------------------------------------------------------- | --------------------------------------------------------------------- | --------------------------------------------------------------------- |
| Parti                                                                 | Parti                                                                 | Candidat                                                              | Votes                                                                 | %                                                                     |
|                                                                       | Démocrate                                                             | Stephanie Herseth (sortante)                                          | 256 041                                                               | 67,6                                                                  |
|                                                                       | Républicain                                                           | Chris Lien                                                            | 122 966                                                               | 32,4                                                                  |
| Total des votes                                                       | Total des votes                                                       | Total des votes                                                       | 379 007                                                               | 100 %                                                                 |
|                                                                       | Les Démocrates conservent                                             |                                                                       |                                                                       |                                                                       |

### 2010
| Élection de 2010 du district congressionnel at-large du Dakota du Sud | Élection de 2010 du district congressionnel at-large du Dakota du Sud | Élection de 2010 du district congressionnel at-large du Dakota du Sud | Élection de 2010 du district congressionnel at-large du Dakota du Sud | Élection de 2010 du district congressionnel at-large du Dakota du Sud |
| --------------------------------------------------------------------- | --------------------------------------------------------------------- | --------------------------------------------------------------------- | --------------------------------------------------------------------- | --------------------------------------------------------------------- |
| Parti                                                                 | Parti                                                                 | Candidat                                                              | Votes                                                                 | %                                                                     |
|                                                                       | Républicain                                                           | Kristi Noem                                                           | 153 703                                                               | 48,1                                                                  |
|                                                                       | Démocrate                                                             | Stephanie Herseth (sortante)                                          | 146 589                                                               | 45,9                                                                  |
|                                                                       | Indépendant                                                           | B. Thomas Marking                                                     | 19 134                                                                | 6,0                                                                   |
| Total des votes                                                       | Total des votes                                                       | Total des votes                                                       | 319 426                                                               | 100 %                                                                 |
|                                                                       | Les Républicains prennent aux Démocrates                              |                                                                       |                                                                       |                                                                       |

### 2012
| Élection de 2012 du district congressionnel at-large du Dakota du Sud | Élection de 2012 du district congressionnel at-large du Dakota du Sud | Élection de 2012 du district congressionnel at-large du Dakota du Sud | Élection de 2012 du district congressionnel at-large du Dakota du Sud | Élection de 2012 du district congressionnel at-large du Dakota du Sud |
| --------------------------------------------------------------------- | --------------------------------------------------------------------- | --------------------------------------------------------------------- | --------------------------------------------------------------------- | --------------------------------------------------------------------- |
| Parti                                                                 | Parti                                                                 | Candidat                                                              | Votes                                                                 | %                                                                     |
|                                                                       | Républicain                                                           | Kristi Noem (sortante)                                                | 207 640                                                               | 57,4                                                                  |
|                                                                       | Démocrate                                                             | Matt Varilek                                                          | 153 789                                                               | 42,6                                                                  |
| Total des votes                                                       | Total des votes                                                       | Total des votes                                                       | 361 429                                                               | 100 %                                                                 |
|                                                                       | Les Républicains conservent                                           |                                                                       |                                                                       |                                                                       |

### 2014
| Élection de 2014 du district congressionnel at-large du Dakota du Sud | Élection de 2014 du district congressionnel at-large du Dakota du Sud | Élection de 2014 du district congressionnel at-large du Dakota du Sud | Élection de 2014 du district congressionnel at-large du Dakota du Sud | Élection de 2014 du district congressionnel at-large du Dakota du Sud |
| --------------------------------------------------------------------- | --------------------------------------------------------------------- | --------------------------------------------------------------------- | --------------------------------------------------------------------- | --------------------------------------------------------------------- |
| Parti                                                                 | Parti                                                                 | Candidat                                                              | Votes                                                                 | %                                                                     |
|                                                                       | Républicain                                                           | Kristi Noem (sortante)                                                | 183 834                                                               | 66,5                                                                  |
|                                                                       | Démocrate                                                             | Corinna Robinson                                                      | 92 485                                                                | 33,5                                                                  |
| Total des votes                                                       | Total des votes                                                       | Total des votes                                                       | 276 319                                                               | 100 %                                                                 |
|                                                                       | Les Républicains conservent                                           |                                                                       |                                                                       |                                                                       |

### 2016
| Élection de 2016 du district congressionnel at-large du Dakota du Sud | Élection de 2016 du district congressionnel at-large du Dakota du Sud | Élection de 2016 du district congressionnel at-large du Dakota du Sud | Élection de 2016 du district congressionnel at-large du Dakota du Sud | Élection de 2016 du district congressionnel at-large du Dakota du Sud |
| --------------------------------------------------------------------- | --------------------------------------------------------------------- | --------------------------------------------------------------------- | --------------------------------------------------------------------- | --------------------------------------------------------------------- |
| Parti                                                                 | Parti                                                                 | Candidat                                                              | Votes                                                                 | %                                                                     |
|                                                                       | Républicain                                                           | Kristi Noem (sortante)                                                | 237 163                                                               | 64,1                                                                  |
|                                                                       | Démocrate                                                             | Paula Hawks                                                           | 132 810                                                               | 35,9                                                                  |
| Total des votes                                                       | Total des votes                                                       | Total des votes                                                       | 369 973                                                               | 100 %                                                                 |
|                                                                       | Les Républicains conservent                                           |                                                                       |                                                                       |                                                                       |

### 2018
| Élection de 2018 du district congressionnel at-large du Dakota du Sud | Élection de 2018 du district congressionnel at-large du Dakota du Sud | Élection de 2018 du district congressionnel at-large du Dakota du Sud | Élection de 2018 du district congressionnel at-large du Dakota du Sud | Élection de 2018 du district congressionnel at-large du Dakota du Sud |
| --------------------------------------------------------------------- | --------------------------------------------------------------------- | --------------------------------------------------------------------- | --------------------------------------------------------------------- | --------------------------------------------------------------------- |
| Parti                                                                 | Parti                                                                 | Candidat                                                              | Votes                                                                 | %                                                                     |
|                                                                       | Républicain                                                           | Dusty Johnson                                                         | 202 695                                                               | 60,3                                                                  |
|                                                                       | Démocrate                                                             | Timothy Bjorkman                                                      | 121 033                                                               | 36,0                                                                  |
|                                                                       | Indépendant                                                           | Ron Wieczorek                                                         | 7 323                                                                 | 2,2                                                                   |
|                                                                       | Libertarien                                                           | George Hendrickson                                                    | 4 914                                                                 | 1,5                                                                   |
| Total des votes                                                       | Total des votes                                                       | Total des votes                                                       | 335 965                                                               | 100 %                                                                 |
|                                                                       | Les Républicains conservent                                           |                                                                       |                                                                       |                                                                       |

### 2020
| Élection de 2020 du district congressionnel at-large du Dakota du Sud | Élection de 2020 du district congressionnel at-large du Dakota du Sud | Élection de 2020 du district congressionnel at-large du Dakota du Sud | Élection de 2020 du district congressionnel at-large du Dakota du Sud | Élection de 2020 du district congressionnel at-large du Dakota du Sud |
| --------------------------------------------------------------------- | --------------------------------------------------------------------- | --------------------------------------------------------------------- | --------------------------------------------------------------------- | --------------------------------------------------------------------- |
| Parti                                                                 | Parti                                                                 | Candidat                                                              | Votes                                                                 | %                                                                     |
|                                                                       | Républicain                                                           | Dusty Johnson (sortant)                                               | 321 984                                                               | 81,0                                                                  |
|                                                                       | Libertarien                                                           | Randy Luallin                                                         | 75 748                                                                | 19,0                                                                  |
| Total des votes                                                       | Total des votes                                                       | Total des votes                                                       | 397 732                                                               | 100 %                                                                 |
|                                                                       | Les Républicains conservent                                           |                                                                       |                                                                       |                                                                       |

### 2022
| Primaire républicaine de 2022 du district congressionnel at-large du Dakota du Sud | Primaire républicaine de 2022 du district congressionnel at-large du Dakota du Sud | Primaire républicaine de 2022 du district congressionnel at-large du Dakota du Sud | Primaire républicaine de 2022 du district congressionnel at-large du Dakota du Sud | Primaire républicaine de 2022 du district congressionnel at-large du Dakota du Sud |
| ---------------------------------------------------------------------------------- | ---------------------------------------------------------------------------------- | ---------------------------------------------------------------------------------- | ---------------------------------------------------------------------------------- | ---------------------------------------------------------------------------------- |
| Parti                                                                              | Parti                                                                              | Candidat                                                                           | Votes                                                                              | %                                                                                  |
|                                                                                    | Républicain                                                                        | Dusty Johnson (sortant)                                                            | 70 728                                                                             | 59,2                                                                               |
|                                                                                    | Républicain                                                                        | Taffy Howard                                                                       | 48 645                                                                             | 40,8                                                                               |

| Élection de 2022 du district congressionnel at-large du Dakota du Sud | Élection de 2022 du district congressionnel at-large du Dakota du Sud | Élection de 2022 du district congressionnel at-large du Dakota du Sud | Élection de 2022 du district congressionnel at-large du Dakota du Sud | Élection de 2022 du district congressionnel at-large du Dakota du Sud |
| --------------------------------------------------------------------- | --------------------------------------------------------------------- | --------------------------------------------------------------------- | --------------------------------------------------------------------- | --------------------------------------------------------------------- |
| Parti                                                                 | Parti                                                                 | Candidat                                                              | Votes                                                                 | %                                                                     |
|                                                                       | Républicain                                                           | Dusty Johnson (sortant)                                               | 253 821                                                               | 77,4                                                                  |
|                                                                       | Libertarien                                                           | Collin Duprel                                                         | 74 020                                                                | 22,6                                                                  |
| Total des votes                                                       | Total des votes                                                       | Total des votes                                                       | 327 841                                                               | 100 %                                                                 |
|                                                                       | Les Républicains conservent                                           |                                                                       |                                                                       |                                                                       |

### 2024
Les primaires républicaines et démocrates ont été annulées. Dusty Johnson (R-Sortant) et Sheryl Johnson (D) avancent vers l'élection générale.
| Élection de 2024 du district congressionnel at-large du Dakota du Sud | Élection de 2024 du district congressionnel at-large du Dakota du Sud | Élection de 2024 du district congressionnel at-large du Dakota du Sud | Élection de 2024 du district congressionnel at-large du Dakota du Sud | Élection de 2024 du district congressionnel at-large du Dakota du Sud |
| --------------------------------------------------------------------- | --------------------------------------------------------------------- | --------------------------------------------------------------------- | --------------------------------------------------------------------- | --------------------------------------------------------------------- |
| Parti                                                                 | Parti                                                                 | Candidat                                                              | Votes                                                                 | %                                                                     |
|                                                                       | Républicain                                                           | Dusty Johnson (sortant)                                               | 303 630                                                               | 72,0                                                                  |
|                                                                       | Démocrate                                                             | Sheryl Johnson                                                        | 117 818                                                               | 28,0                                                                  |
| Total des votes                                                       | Total des votes                                                       | Total des votes                                                       | 421 448                                                               | 100 %                                                                 |
|                                                                       | Les Républicains conservent                                           |                                                                       |                                                                       |                                                                       |